# Welt (Alemanya)
Welt (frisó septentrional Wäilt, danès Velt) és una ciutat del districte de Nordfriesland, dins l'Amt Eiderstedt, a l'estat alemany de Slesvig-Holstein. Està situat a 10 kilòmetres a l'oest de Tönning.